# Jack Klugman
Jack Klugman (27. dubna 1922 Filadelfie, Pensylvánie, USA – 24. prosince 2012 Woodland Hills, Kalifornie, USA) byl americký herec.
Svou kariéru zahájil ve čtyřicátých letech jako divadelní herec. V druhé polovině padesátých pak začal hrát i v televizních pořadech a filmech. Hrál například ve filmech Dvanáct rozhněvaných mužů (1957), Dny vína a růží (1962), Mohla bych zpívat (1963) nebo Odpočítávání smrti (1976).
V letech 1953-2007 byla jeho manželkou herečka Brett Somers. Po její smrti si vzal Peggy Crosby, se kterou žil až do své smrti.